# 38 Arietis
38 Arietis è una stella bianca nella sequenza principale di magnitudine 5,19 situata nella costellazione dell'Ariete. Dista 119 anni luce dal sistema solare.

## Osservazione
Si tratta di una stella situata nell'emisfero celeste boreale; grazie alla sua posizione non fortemente boreale, può essere osservata dalla gran parte delle regioni della Terra, sebbene gli osservatori dell'emisfero nord siano più avvantaggiati. Nei pressi del circolo polare artico appare circumpolare, mentre resta sempre invisibile solo in prossimità dell'Antartide. La sua magnitudine pari a 5,2 fa sì che possa essere scorta solo con un cielo sufficientemente libero dagli effetti dell'inquinamento luminoso.
Il periodo migliore per la sua osservazione nel cielo serale ricade nei mesi compresi fra settembre e febbraio; da entrambi gli emisferi il periodo di visibilità rimane indicativamente lo stesso, grazie alla posizione della stella non lontana dall'equatore celeste.

## Caratteristiche fisiche
La stella è classificata di tipo spettrale A7III-IV, a metà strada tra una gigante bianca e una subgigante bianca, ed è una variabile del tipo Delta Scuti, che varia la sua luminosità dalla magnitudine 5,18 alla 5,22 in un periodo di 0,0355 giorni.
Possiede una magnitudine assoluta di 2,37 e la sua velocità radiale negativa indica che la stella si sta avvicinando al sistema solare.